# Francesco Bello
Francesco Bello (v. 1460 - Ferrare, 1505 ou début 1506)  est un poète italien du XVe, surnommé Il Cieco (l'Aveugle de Ferrare) (Francesco Cieco da Ferrara).

## Œuvres
Francesco Bello composa pour amuser la cour de Mantoue, un poème romanesque en 45 livres, le Mambriano, qui ne fut édité qu'après sa mort (1497), en 1509. L'ouvrage expose les aventures de Renaud et des autres paladins de Charlemagne.
- On lui attribue aussi d'autres œuvres telles : La Sala Di Malgigi (publié en 1520)